# Фантома
Фантома — персонаж американських коміксів, найбільш відомий як одна з найперших супергероїнь коміксів. Створений Флетчером Генксом, персонаж вперше з'явився у Jungle Comics № 2 (обкладинка датована лютим 1940 року), опублікованій Fiction House. Генкс також відомий тим, що створив не менш дивного суперчарівника Стардаста.
Персонаж передував першій появі Диво-жінки, і його вважають першою жінкою-супергероїнею у коміксах. Один історик коміксів каже: «Водночасно гротескний і дурний, жахливий і веселий, історія справді не піддається опису».

## Історія видання
Фантома, «Таємнича жінка джунглів», — жіночий супергерой коміксів, створений письменником-художником Флетчером Генксом під псевдонімом Барклай Флегг. Вона дебютувала в однойменній резервній серії в Jungle Comics № 2 (лютий 1940) і продовжувала працювати як резервний персонаж до її останньої появи у випуску № 51 (березень 1944). Починаючи з випуску № 16 (квітень 1941), Генкса змінив невідомий письменник під псевдонімом HB Hovious, причому мистецтво попередньо приписується Роберту Пайусу. Ця версія Фантоми відмовилася від атрибутів супергероїні та була зображена як типова дівчина з джунглів.
За Енциклопедією супергероїв Золотого віку Джесса Невінса Фантома «бореться проти мисливців за слоновою кісткою, безліччю божевільних учених та інопланетних динозаврів, чоловіка, який перетворився на демона джунглів, Жінки-Тигра з Гори Дикого Місяця, печерних людей, вченого-мумії та Німецькі п'яті колонні».
Третій етап кар'єри Фантомах розпочався в коміксах Jungle Comics № 27 (березень 1942 року), коли Говіус і художник Джордж Аппел перетворили її в давньоєгипетську принцесу, відроджену для захисту джунглів. У цей момент вона скинула підзаголовок «Таємнича жінка джунглів» і стала «Фантомою, донькою фараонів».
Fiction House передрукував дві історії в коміксах Ka'a'nga Comics, де інша дівчина з джунглів, Камілла, переписала історії та змінила ім'я головної героїні на «Фантома».
Пізніше комікси ACE Comics «Fantastic Adventures #1» (липень 1987) і «AC Comics» Golden Age Greats #14 (березень 1999) і Men of Mystery Comics #85 (квітень 2011) передрукували ранні оповідання про Фантому.
Перебуваючи у відкритому доступі, Фантома використовувалася різними сучасними виданнями, включаючи появу в Devil's Due Publishing Hack/Slash: The Series #29–32 (грудень 2009 — березень 2010), а також у випуску #5 (червень 2011) серії продовження під простою назвою Hack/Slash.
У 2017 році канадійське видавництво коміксів Chapterhouse створило нову серію Рея Фокса та Су Лі з іншою передумовою.

## Біографія вигаданого персонажа
Оригінальна Фантома — таємнича жінка, яка захищає джунглі своїми численними надприродними здібностями. Вона любила свої джунглі, їх людей і тварин і часто жорстоко карала кожного, хто погрожував комусь із них. Коли Фантома використовує свої сили, її зазвичай красиве обличчя перетворюється на синій череп (хоча її кучеряве світле волосся залишається незмінним).

## Повноваження та здібності
Оригінальна Фантома демонструвала велику кількість магічних здібностей, як правило, відповідно до сюжету історії. Серед іншого, вона продемонструвала здатність літати, перетворювати одні об'єкти на інші об'єкти, левітувати інші об'єкти, змушувати людей мутувати в інші форми і так далі. Як правило, щоразу, коли Фантома використовувала свої сили, вона змінювала своє обличчя зі звичайної людської жінки на обличчя синьої шкіри, схоже на череп.